# Brian Redman
Brian Herman Thomas Redman (1937. március 9.) brit autóversenyző. Több világbajnoki, valamint azon kívüli Formula–1-es futamon versenyzett, háromszor nyerte meg a Daytonai 24 órás futamot, valamint kétszer a Sebringi 12 órás versenyt.

## Pályafutása
1967-ben kilencedik, majd 1968-ban negyedik lett az európai Formula–2-es bajnokságban.
1968 és 1974 között tizenöt futamon vett részt a Formula–1-es világbajnokságon. Már második versenyén a dobogóra állt; az 1968-as spanyol versenyen a harmadik helyen ért célba Graham Hill és Denny Hulme mögött. Ezt a teljesítményét később nem tudta megismételni, mindössze két alkalommal végzett pontszerző helyen a későbbiekben. Ebben az időszakban részt vett több, a világbajnokság keretein kívül rendezett Formula–1-es versenyen is.
Pályafutása alatt jelentős sikereket ért el hosszútávú versenyeken. Három alkalommal (1970, 1976, 1981) nyerte meg a Daytonai 24 órás futamot, és további kétszer (1975 és 1978) győzött a Sebringi 12 óráson. A Le Mans-i 24 órás viadalon tizennégyszer állt rajthoz, ezalatt kétszer is az ötödik helyen ért célba.

## Eredményei

### Le Mans-i 24 órás autóverseny

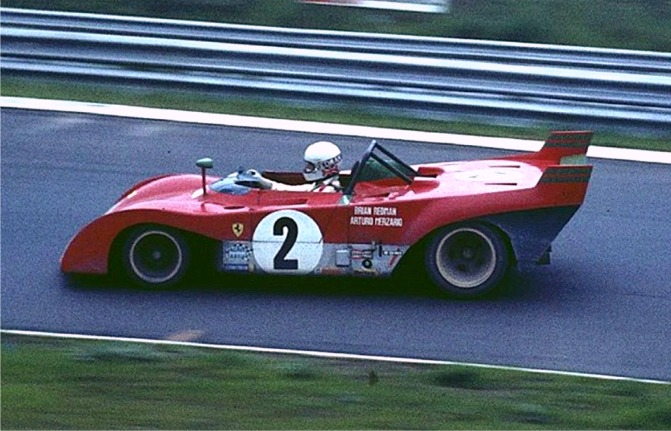
Redman egy hosszútávú autóverseny 1972-ben a Nürburgringen a Ferrari 312 P tipusú versenyautóval

| Év   | Csapat                                            | Autó              | Csapattárs       | Csapattárs         | Helyezés |
| ---- | ------------------------------------------------- | ----------------- | ---------------- | ------------------ | -------- |
| 1967 | John Wyer Automotive Engineering / Viscount Downe | Ford GT40 Mk.I    | Mike Salmon      |                    | Kiesett  |
| 1969 | Hart Ski Racing                                   | Porsche 908/2L    | Jo Siffert       |                    | Kiesett  |
| 1970 | John Wyer Automotive Engineering                  | Porsche 917K      | Jo Siffert       |                    | Kiesett  |
| 1973 | SpA Ferrari SEFAC                                 | Ferrari 312PB     | Jacky Ickx       |                    | Kiesett  |
| 1976 | BMW Motorsport GmbH                               | BMW 3.0CSL Turbo  | Peter Gregg      |                    | Kiesett  |
| 1978 | Dick Barbour Racing                               | Porsche 935/77    | Dick Barbour     | John Paul Sr.      | 5.       |
| 1979 | Essex Motorsport Porsche                          | Porsche 936       | Jacky Ickx       | Jürgen Barth       | Kiesett  |
| 1980 | Dick Barbour Racing                               | Porsche 935 K3    | John Fitzpatrick | Dick Barbour       | 5.       |
| 1982 | Cooke Racing – Malardeau                          | Lola T610         | Ralph Kent-Cooke | Jim Adams          | Kiesett  |
| 1984 | Jaguar Group 44                                   | Jaguar XJR-5      | Doc Bundy        | Bob Tullius        | Kiesett  |
| 1985 | Jaguar Group 44                                   | Jaguar XJR-5      | Hurley Haywood   | Jim Adams          | Kiesett  |
| 1986 | Silk Cut Jaguar                                   | Jaguar XJR-6      | Hurley Haywood   | Hans Heyer         | Kiesett  |
| 1988 | Takefuji Schuppan Racing Team                     | Porsche 962C      | Eje Elgh         | Jean-Pierre Jarier | 10.      |
| 1989 | Aston Martin                                      | Aston Martin AMR1 | Michael Roe      | Costas Los         | 11.      |

### Teljes Formula–1-es eredménylistája
(Táblázat értelmezése)

(Félkövér: pole-pozícióból indult; dőlt: leggyorsabb kört futott) 

| Év   | Csapat            | 1      | 2     | 3   | 4      | 5      | 6      | 7      | 8      | 9   | 10  | 11  | 12     | 13  | 14  | 15      | Helyezés | Pont |
| ---- | ----------------- | ------ | ----- | --- | ------ | ------ | ------ | ------ | ------ | --- | --- | --- | ------ | --- | --- | ------- | -------- | ---- |
| 1968 | Cooper            | RSA Ki | ESP 3 | MON | BEL Ki | NED    | FRA    | GBR    | GER    | ITA | CAN | USA | MEX    |     |     |         | 19.      | 4    |
| 1970 | Rob Walker Racing | RSA Vi | ESP   | MON | BEL    | NED    | FRA    |        |        |     |     |     |        |     |     |         | -        | 0    |
| 1970 | Williams          |        |       |     |        |        |        | GBR Ni | GER NK | AUT | ITA | CAN | USA    | MEX |     |         | -        | 0    |
| 1971 | Team Surtees      | RSA 7  | ESP   | MON | NED    | FRA    | GBR    | GER    | AUT    | ITA | CAN | USA |        |     |     |         | -        | 0    |
| 1972 | McLaren           | ARG    | RSA   | ESP | MON 5  | BEL    | FRA 9  | GBR    | GER 5  | AUT | ITA | CAN |        |     |     |         | 14.      | 4    |
| 1972 | BRM               |        |       |     |        |        |        |        |        |     |     |     | USA Ki |     |     |         | 14.      | 4    |
| 1973 | Shadow            | ARG    | BRA   | RSA | ESP    | BEL    | MON    | SWE    | FRA    | GBR | NED | GER | AUT    | ITA | CAN | USA Kiz | -        | 0    |
| 1974 | Shadow            | ARG    | BRA   | RSA | ESP 7  | BEL 18 | MON Ki | SWE    | NED    | FRA | GBR | GER | AUT    | ITA | CAN | USA     | -        | 0    |